# Sunflower 2
Die Sunflower 2 (japanisch さんふらわあ2) war ein 1972 in Dienst gestelltes Fährschiff der japanischen Reederei Nippon Kosoku Ferry. Sie stand bis 1997 in japanischen Gewässern im Einsatz und wurde anschließend auf die Philippinen verkauft. 2003 ging das Schiff zum Abbruch nach Chittagong.

## Geschichte
Die Sunflower 2 entstand unter der Baunummer 1159 in der Werft von Kawasaki Heavy Industries in Kōbe und lief am 18. Januar 1972 vom Stapel. Nach ihrer Ablieferung an Nippon Kosoku Ferry (später Ferry Sunflower) am 17. Mai 1972 nahm die Fähre am 28. Mai den Fährdienst von Nagoya nach Kagoshima auf. Sie gehörte zu einer Baureihe von vier Schwesterschiffen, die in ihren Abmessungen jedoch alle leicht voneinander abwichen.
Die Sunflower 2 war bei Indienststellung eines der größten japanischen Fährschiffe, zu ihrer Ausstattung zählte neben diversen Restaurants und Lounges auch ein beheiztes Schwimmbecken am Heck. Im Verlauf seiner Dienstzeit wechselte das Schiff mehrfach die Einsatzstrecke, so fuhr es seit 1977 zwischen Osaka und Kanda. 1984 nahm die Sunflower 2 den Dienst auf der Hanshin-Beppu-Route auf. Auch den Betreiber wechselte die Fähre mehrfach: Seit 1978 wurde sie von Taiyo Ferry und ab 1983 von Osaka Shosen Mitsu Senpaku bereedert. Von 1994 bis zu seiner Ausmusterung diente das Schiff neben dem regulären Fährbetrieb zudem für Forschungszwecke zur Untersuchung und Probenahme von Meerwasser durch das National Institute for Environmental Studies (国立環境研究所).
Im Dezember 1997 wurde Sunflower 2 durch den Neubau Sunflower Ivory ersetzt und ausgemustert. Über die anschließende Dienstzeit der Fähre ist nicht viel bekannt. 1999 erhielt das in der Zwischenzeit auf die Philippinen verkaufte Schiff den Namen Dynamo 1, zuletzt hieß es seit Juli 2000 Orientalis. 2003 ging die 31 Jahre alte Fähre an eine Abwrackwerft in Bangladesch und traf im Oktober 2003 in Chittagong ein.